# Bedřich Kačírek
Bedřich Kačírek (24. července 1923 – ???) byl český a československý novinář, politik Komunistické strany Československa, funkcionář ROH a poslanec Sněmovny národů Federálního shromáždění za normalizace.

## Biografie
Působil jako novinář, publicista a překladatel z ruštiny. Od července 1969 byl redaktorem odborářského deníku Práce. K roku 1971 a 1976 se uvádí jako tajemník Ústřední rady československého ROH.
Po delší dobu zasedal v nejvyšším zákonodárném sboru. Ve volbách roku 1971 zasedl do české části Sněmovny národů (volební obvod č. 45 – Svitavy, Východočeský kraj). Mandát obhájil ve volbách roku 1976 (obvod Svitavy) a volbách roku 1981 (obvod Svitavy). Ve FS zasedal do konce funkčního období, tedy do voleb roku 1986.